# Benjámin Kállay
Benjámin Kállay, též Béni Kállay de Nagy-Kálló (22. prosince 1839 Pešť – 13. července 1903 Vídeň) byl rakousko-uherský, respektive uherský politik, v letech 1882–1903 ministr financí Rakouska-Uherska.

## Biografie
Pocházel z uherské šlechtické rodiny. Studoval filologii a dějiny a politiku Balkánu. Cestoval po Rusku, evropském Turecku a Malé Asii. Roku 1867 se stal generálním konzulem v Bělehradu a v této funkci vydržel do roku 1875. Od roku 1875 zasedal v Uherském parlamentu jako zástupce konzervativního proudu, v otázkách zahraniční politiky byl spojencem Gyuly Andrássyho. Byl stoupencem aktivní východní politiky. Roku 1878 se stal zástupcem Rakouska-Uherska v mezinárodním výboru pro správu Východní Rumélie. Roku 1879 nastoupil na pozici šéfa odboru na ministerstvu zahraničí a z titulu této funkce byl v krátkém období října a listopadu 1881 pověřeným ministrem zahraničí Rakouska-Uherska, od smrti ministra Heinricha Karla von Haymerleho do nástupu ministra Gustava Kálnokyho.
Jeho kariéra vyvrcholila v poslední čtvrtině století. Od 4. června 1882 do své smrti 13. července 1903 působil jako společný ministr financí Rakouska-Uherska (po rakousko-uherském vyrovnání šlo ovšem spíše o účetní post, bez výraznějších exekutivních a rozpočtových pravomocí). V této funkci rovněž vykonával působnost guvernéra okupované Bosny a Hercegoviny. V této pozici využil své znalosti balkánské problematiky. Vydal několik knih o srbské historii. Byl mu udělen Velkokříž Královského uherského řádu sv. Štěpána.
V dubnu 1873 se oženil s Vilmou Bethlenovou (1850–1940), se kterou měl několik dětí. Zemřel v červenci 1903 ve Vídni a byl pohřben na hřbitově Kerepesi v rodné Budapešti. Ovdovělá Vilma se po smrti manžela usadila v obci Bercel v Novohradské župě. Zde nechala vybudovat rodinnou hrobku, kam byla po roce 1928 přesunuta těla rodiny Kállay z hřbitova Kerepesi. Hrobka utrpěla během druhé světové války značné škody. V roce 2001 byla těla exhumována a přesunuta do nové hrobky na hřbitově v Bercelu.